# Sezze
Sezze es una localidad y comune italiana de la provincia de Latina, región de Lacio, con 24.357 habitantes.

## Evolución demográfica
| Gráfica de evolución demográfica de Sezze entre 1861 y 2001 |
|                                                             |
| Fuente ISTAT - elaboración gráfica de Wikipedia             |